# Giuliano Urbani
Giuliano Urbani (Perugia, 9 giugno 1937) è un politico e politologo italiano, ex ministro e uno dei fondatori di Forza Italia, ispiratore della legge 21 maggio 2004, n. 128 e del codice dei beni culturali e del paesaggio (detto anche "Codice Urbani").

## Biografia
Allievo di Norberto Bobbio, si è laureato in scienze politiche all'Università degli Studi di Torino. Dal 1969 al 1983 insegna politica comparata nella facoltà di Scienze politiche e sociali "Cesare Alfieri" dell'Università degli Studi di Firenze; dal 1984 è professore ordinario di scienza della politica e direttore del Centro studi e ricerche di politica comparata all'Università "Bocconi" di Milano. Nel maggio 2005 viene nominato consigliere del Consiglio di amministrazione della RAI.
È stato tra i fondatori del Centro "Einaudi" di Torino e lo ha diretto dal 1973 al 1983. Nel 1971 pubblica L'analisi del sistema politico ed è anche autore di numerosi saggi sulle riforme istituzionali. È stato consulente (dal 1976 al 1988) della Confindustria e della Montedison. Notevole anche la sua attività di collaborazione giornalistica con il Corriere della Sera, La Stampa, Il Sole 24 Ore, Il Giornale, Il Messaggero e per il settimanale Il Mondo.
Nel 1984, mentre erano in corso i lavori della commissione parlamentare per le riforme costituzionali lanciò dalle pagine del Corriere della Sera una proposta di un sistema elettorale "a due fasi": in un primo turno i cittadini avrebbero dovuto eleggere i parlamentari; nel secondo sarebbero stati chiamati a scegliere i possibili governi tra varie proposte di coalizione.

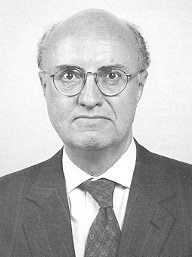
Giuliano Urbani eletto alla Camera dei deputati nel 1994

Giuliano Urbani è stato uno dei fondatori di Forza Italia, avendo elaborato il programma istituzionale del movimento creato da Silvio Berlusconi. È anche lui a definire la formula del Polo del Buon Governo, coalizione presentata alle elezioni politiche del 1994 e in seguito incorporata nel Polo delle Libertà. Nelle file di Forza Italia viene eletto deputato, per la prima volta, nel marzo del 1994 nella XII Legislatura. Nel Governo Berlusconi I è chiamato a ricoprire la carica di Ministro per la funzione pubblica e gli affari regionali.
Alle elezioni politiche del 1996 viene rieletto nella XIII Legislatura tra le liste proporzionali. Ricopre gli incarichi di vicepresidente della Commissione bicamerale per le riforme istituzionali e vicepresidente della Commissione Affari esteri e comunitari della Camera dei deputati. Insieme a Giulio Tremonti elabora un disegno di legge per la riforma del sistema elettorale con legge proporzionale, sul modello di quella tedesca, che prevede uno sbarramento al 5%; inoltre vengono introdotte delle norme specifiche per evitare il cosiddetto "ribaltone".
Alle elezioni politiche del 2001 viene rieletto alla Camera nel collegio uninominale di Vimercate e nel collegio proporzionale "Lombardia 1" (Milano e provincia) nella XIV Legislatura.
Con la formazione del secondo governo presieduto da Silvio Berlusconi, ricopre l'incarico di Ministro dei beni e delle attività culturali. Del suo ministero si ricordano, in particolare, le polemiche suscitate nel maggio del 2004 in seguito all'approvazione del cosiddetto "Decreto Urbani", avente come obiettivo quello di contrastare la pirateria online e la riproduzione non autorizzata di film e musica e che prevede multe salatissime (oltre 15.000 euro) e la pena fino 4 anni di reclusione.
Nell'aprile del 2005, dopo le elezioni regionali, in seguito al rimpasto del governo Berlusconi Giuliano Urbani viene sostituito come Ministro dei Beni culturali da Rocco Buttiglione. Il 3 ottobre 2005 lascia anche il parlamento (dove non rientrerà più) per sopraggiunta incompatibilità, essendo stato nominato consigliere d'amministrazione della RAI.

### Dopo l'attività politica
Nel 2009 assume la carica di presidente del Museo nazionale della scienza e della tecnologia Leonardo da Vinci di Milano, che gli viene rinnovata nel 2017 dal Consiglio di amministrazione.
In vista del referendum costituzionale sulla riforma Renzi-Boschi, in una lunga intervista a Italia Oggi, si schiera a favore, sostenendo che c'è l’esigenza di avere un governo “meno debole”.
Nel 2023 è stato nominato presidente onorario dell'ente di interesse pubblico Stati Generali del Patrimonio Italiano.

## Procedimenti penali
Il 15 giugno 2007 è stato rinviato a giudizio per abuso d'ufficio continuato e aggravato perché, in qualità di Consigliere del Consiglio di Amministrazione della RAI, ha contribuito, il 5 agosto 2005, all'elezione di Alfredo Meocci quale Direttore generale della stessa azienda. Il 4 agosto 2005 il Ministro del Tesoro Domenico Siniscalco espresse parere positivo su tale nomina (in seguito il Ministro affermò che il suo assenso alla designazione di Meocci era solo espresso su considerazioni politiche e non di legittimità giuridica). Il 27 aprile 2006, tale nomina fu invece dichiarata incompatibile dall'AGCOM, l'Autorità per le garanzie nelle comunicazioni, poiché, in base all'art. 2, comma 9 della legge n. 481 del 14 novembre 1995, Meocci, essendo stato Commissario dell'AGCOM fino al marzo 2005, non avrebbe potuto assumere cariche in "imprese operanti nei settori di competenza" dell'Authority, quale è la Rai, per quattro anni dopo il suo abbandono dell'AGCOM.
Nella stessa occasione l'Authority inflisse alla Rai una multa da 14,3 milioni di euro e a Meocci una multa da 373 000 euro. A tale decisione la RAI e Meocci si opposero presentando ricorso al TAR del Lazio e poi al Consiglio di Stato. In entrambe le sedi, rispettivamente il 20 luglio e il 20 dicembre 2006, i giudici confermarono la correttezza di quanto stabilito dall'AGCOM.  Alla Rai venne successivamente inflitta un'ulteriore multa, pari al 10% della precedente sanzione (circa 1,5 milioni di euro), per avere pagato in ritardo la somma dovuta.
Il 7 marzo 2011, in merito al caso Meocci, è stato condannato dalla Corte dei conti al risarcimento di undici milioni di euro, insieme ad altri consiglieri Rai (Gennaro Malgieri, Angelo Maria Petroni, Giovanna Bianchi Clerici e Marco Staderini) e al ministro Domenico Siniscalco.

## Vita privata
Dal 1995 è compagno dell'attrice e produttrice cinematografica Ida Di Benedetto, relazione che è stata resa pubblica dalla coppia nel 2005: quest'ultima ha fondato con la propria figlia Marta Bifano la casa di produzione cinematografica Titania Produzioni che ha ricevuto finanziamenti pubblici per 7 milioni di euro per la realizzazione di quattro film negli stessi anni in cui Urbani era ministro della cultura (tra il 2001 e il 2005). Tali finanziamenti furono spesso concessi in tempi molto rapidi rispetto alla norma e tale circostanza ha suscitato le dure critiche di Vittorio Sgarbi e Gabriella Carlucci, come Urbani esponenti di Forza Italia attivi sulle tematiche culturali.